# Cellule de Betz
Pour les articles homonymes, voir Betz.

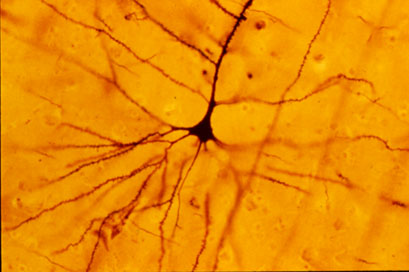
Neurone pyramidal néocortical humain, tel qu'une cellule de Betz, coloré par la technique de Golgi.

Les cellules de Betz sont de grands neurones moteurs à noyau de forme pyramidale, d'où leur appellation de cellules pyramidales de Betz. 
Elles se situent généralement dans la couche V du cortex moteur primaire (aire 4 de Brodmann).
Elles fournissent les projections corticofugales qui s'articulent avec d'autres noyaux, motoneurones ou interneurones, soit au niveau du tronc cérébral, soit au niveau de la moelle épinière (voie pyramidale). La voie pyramidale est la voie descendante de la motricité volontaire, elle se trouve dans la partie antérieure du pont et de la moelle épinière.